# Ferrovia Gyeongwon
La ferrovia Gyeongwon (경원본선 - 京元本線, Gyeongwon-bonseon), dove Gyeong (경, 京) indica la capitale Seul e won (원, 元) indica la città di Wŏnsan, attualmente in Corea del Nord, dove originariamente terminava la linea, è una linea ferroviaria della Corea del Sud, utilizzata per gran parte della sua lunghezza dalla linea 1 della metropolitana di Seul per collegare la capitale con Uijeongbu, Dongducheon e altre città della parte nord dell'area metropolitana di Seul. Il capolinea attuale è presso la stazione di Baengmagoji.

## Caratteristiche
- Lunghezza：94,4
- Scartamento：1435 mm
- Numero di stazioni：37
- Doppio binario：Yongsan - Dongducheon (53,1 km)
- Elettrificazione：Yongsan - Soyosan a corrente alternata a 25 kV a 60 Hz (55,6 km)

## Servizi
Sulla linea vengono operati i treni sulle seguenti relazioni:
- Yongsan - Cheongnyangni - Hoegi: linea Jungang

I treni passanti su questa linea proseguono sulla linea Jungang (locali ed espressi) o sulla linea Gyeongchun (ITX - Chuncheon).
- Cheongnyangni - Hoegi - Soyosan: linea 1

A partire dalla stazione di Università Gwangwoon, oltre ai treni locali, transitano sulla linea anche treni espressi, che fermano solo a Dobongsan, Hoeryong, Uijeongbu, Yangju, Deokjeong, Dongducheon e Soyosan.
- Dongducheon - Baengmagoji: treni pendolari